# Hovamyia immaculipes
Hovamyia immaculipes is een tweevleugelige uit de familie steltmuggen (Limoniidae). De soort komt voor in het Afrotropisch gebied.